# Élections législatives de 1876 dans la Somme
Les élections législatives de 1876 ont eu lieu les 20 février et 5 mars 1876.

## Résultats à l'échelle du département
| Partis         | Partis              | Premier tour | Premier tour | Second tour | Second tour | Sièges |
| Partis         | Partis              | Voix         | %            | Voix        | %           | Sièges |
| -------------- | ------------------- | ------------ | ------------ | ----------- | ----------- | ------ |
|                | Union républicaine  | 43 928       | 34,62        | 10 885      | 44,07       | 3      |
|                | Légitimistes        | 35 511       | 27,99        |             |             | 1      |
|                | Bonapartistes       | 24 688       | 19,46        | 13 815      | 55,93       | 1      |
|                | Centre gauche       | 16 925       | 13,34        |             |             | 2      |
|                | Gauche républicaine | 5 905        | 4,65         | 1           |             |        |
|                |                     |              |              |             |             |        |
| Inscrits       | Inscrits            | 159 985      | 100,00       | 28 819      | 100,00      | 8      |
| Votants        | Votants             | 130 846      | 81,79        | 24 919      | 86,47       |        |
| Abstention     | Abstention          | 29 139       | 18,21        | 3 900       | 13,53       |        |
| Blancs et nuls | Blancs et nuls      | 3 969        | 3,03         | 219         | 0,88        |        |
| Exprimés       | Exprimés            | 126 877      | 96,97        | 24 700      | 99,12       |        |

## Résultats par arrondissement

### Arrondissement d'Abbeville

#### 1recirconscription
| Candidat       | Candidat                  | Parti          | Premier tour | Premier tour |
| Candidat       | Candidat                  | Parti          | Voix         | %            |
| -------------- | ------------------------- | -------------- | ------------ | ------------ |
|                | Henri Labitte             | Centre gauche  | 8 804        | 57,75        |
|                | Alexandre Courbet-Poulard | Légitimiste    | 6 440        | 42,25        |
|                |                           |                |              |              |
| Inscrits       | Inscrits                  | Inscrits       | 19 555       | 100,00       |
| Votants        | Votants                   | Votants        | 15 383       | 78,67        |
| Abstention     | Abstention                | Abstention     | 4 172        | 21,33        |
| Blancs et nuls | Blancs et nuls            | Blancs et nuls | 139          | 0,90         |
| Exprimés       | Exprimés                  | Exprimés       | 15 244       | 99,10        |

#### 2ecirconscription
| Candidat       | Candidat                     | Parti              | Premier tour | Premier tour |
| Candidat       | Candidat                     | Parti              | Voix         | %            |
| -------------- | ---------------------------- | ------------------ | ------------ | ------------ |
|                | Gaston de Douville-Maillefeu | Union républicaine | 7 719        | 51,16        |
|                | Louis Briet de Rainvilliers  | Légitimiste        | 7 369        | 48,84        |
|                |                              |                    |              |              |
| Inscrits       | Inscrits                     | Inscrits           | 18 663       | 100,00       |
| Votants        | Votants                      | Votants            | 15 305       | 82,01        |
| Abstention     | Abstention                   | Abstention         | 3 358        | 17,99        |
| Blancs et nuls | Blancs et nuls               | Blancs et nuls     | 297          | 1,94         |
| Exprimés       | Exprimés                     | Exprimés           | 15 008       | 98,06        |

### Arrondissement d'Amiens

#### 1recirconscription
| Candidat       | Candidat                    | Parti              | Premier tour | Premier tour |
| Candidat       | Candidat                    | Parti              | Voix         | %            |
| -------------- | --------------------------- | ------------------ | ------------ | ------------ |
|                | Jules Barni                 | Union républicaine | 11 133       | 54,09        |
|                | Auguste-Antoine de Fourment | Bonapartiste       | 9 448        | 45,91        |
|                |                             |                    |              |              |
| Inscrits       | Inscrits                    | Inscrits           | 26 958       | 100,00       |
| Votants        | Votants                     | Votants            | 20 974       | 77,80        |
| Abstention     | Abstention                  | Abstention         | 5 984        | 22,20        |
| Blancs et nuls | Blancs et nuls              | Blancs et nuls     | 393          | 1,87         |
| Exprimés       | Exprimés                    | Exprimés           | 20 581       | 98,13        |

#### 2ecirconscription
| Candidat       | Candidat                        | Parti              | Premier tour | Premier tour | Second tour | Second tour |
| Candidat       | Candidat                        | Parti              | Voix         | %            | Voix        | %           |
| -------------- | ------------------------------- | ------------------ | ------------ | ------------ | ----------- | ----------- |
|                | Charles Langlois de Septenville | Bonapartiste       | 11 870       | 47,72        | 13 815      | 55,93       |
|                | René Goblet                     | Union républicaine | 8 969        | 36,05        | 10 885      | 44,07       |
|                | De Clermont-Tonnerre            | Légitimiste        | 4 038        | 16,23        |             |             |
|                |                                 |                    |              |              |             |             |
| Inscrits       | Inscrits                        | Inscrits           | 28 819       | 100,00       | 28 819      | 100,00      |
| Votants        | Votants                         | Votants            | 24 877       | 86,32        | 24 919      | 86,47       |
| Abstention     | Abstention                      | Abstention         | 3 942        | 13,68        | 3 900       | 13,53       |
| Blancs et nuls | Blancs et nuls                  | Blancs et nuls     | 0            | 0,00         | 219         | 0,88        |
| Exprimés       | Exprimés                        | Exprimés           | 24 877       | 100,00       | 24 700      | 99,12       |

### Arrondissement de Doullens
| Candidat       | Candidat                              | Parti          | Premier tour | Premier tour |
| Candidat       | Candidat                              | Parti          | Voix         | %            |
| -------------- | ------------------------------------- | -------------- | ------------ | ------------ |
|                | Marie Alexandre Raoul Blin de Bourdon | Légitimiste    | 10 602       | 100,00       |
|                |                                       |                |              |              |
| Inscrits       | Inscrits                              | Inscrits       | 16 261       | 100,00       |
| Votants        | Votants                               | Votants        | 13 068       | 80,36        |
| Abstention     | Abstention                            | Abstention     | 3 193        | 19,64        |
| Blancs et nuls | Blancs et nuls                        | Blancs et nuls | 2 466        | 18,87        |
| Exprimés       | Exprimés                              | Exprimés       | 10 602       | 81,13        |

### Arrondissement de Montdidier
| Candidat       | Candidat              | Parti              | Premier tour | Premier tour |
| Candidat       | Candidat              | Parti              | Voix         | %            |
| -------------- | --------------------- | ------------------ | ------------ | ------------ |
|                | Gustave-Louis Jametel | Centre gauche      | 8 737        | 54,24        |
|                | Ernest Hamel          | Union républicaine | 7 370        | 45,76        |
|                |                       |                    |              |              |
| Inscrits       | Inscrits              | Inscrits           | 19 339       | 100,00       |
| Votants        | Votants               | Votants            | 16 383       | 84,71        |
| Abstention     | Abstention            | Abstention         | 2 956        | 15,29        |
| Blancs et nuls | Blancs et nuls        | Blancs et nuls     | 276          | 1,68         |
| Exprimés       | Exprimés              | Exprimés           | 16 107       | 98,32        |

### Arrondissement de Péronne

#### 1recirconscription
| Candidat       | Candidat        | Parti               | Premier tour | Premier tour |
| Candidat       | Candidat        | Parti               | Voix         | %            |
| -------------- | --------------- | ------------------- | ------------ | ------------ |
|                | Charles Mollien | Gauche républicaine | 5 905        | 52,97        |
|                | Louis Vasset    | Bonapartiste        | 5 242        | 47,03        |
|                |                 |                     |              |              |
| Inscrits       | Inscrits        | Inscrits            | 13 737       | 100,00       |
| Votants        | Votants         | Votants             | 11 236       | 81,79        |
| Abstention     | Abstention      | Abstention          | 2 501        | 18,21        |
| Blancs et nuls | Blancs et nuls  | Blancs et nuls      | 89           | 0,79         |
| Exprimés       | Exprimés        | Exprimés            | 11 147       | 99,21        |

#### 2ecirconscription
| Candidat       | Candidat         | Parti           | Premier tour | Premier tour |
| Candidat       | Candidat         | Parti           | Voix         | %            |
| -------------- | ---------------- | --------------- | ------------ | ------------ |
|                | Victor Magniez   | Centre gauche   | 8 121        | 61,01        |
|                | Charles Jolibois | Bonapartiste    | 3 370        | 25,32        |
|                | Antoine Cattiaux | Constitutionnel | 1 820        | 13,67        |
|                |                  |                 |              |              |
| Inscrits       | Inscrits         | Inscrits        | 16 653       | 100,00       |
| Votants        | Votants          | Votants         | 13 620       | 81,79        |
| Abstention     | Abstention       | Abstention      | 3 033        | 18,21        |
| Blancs et nuls | Blancs et nuls   | Blancs et nuls  | 309          | 2,27         |
| Exprimés       | Exprimés         | Exprimés        | 13 311       | 97,73        |

## Sources
1. ↑  « Henri Labitte - Base de données des députés français depuis 1789 - Assemblée nationale », sur www2.assemblee-nationale.fr (consulté le 20 décembre 2021)
2. ↑  « Gaston de Douville-Maillefeu - Base de données des députés français depuis 1789 - Assemblée nationale », sur www2.assemblee-nationale.fr (consulté le 20 décembre 2021)
3. ↑  « Jules Barni - Base de données des députés français depuis 1789 - Assemblée nationale », sur www2.assemblee-nationale.fr (consulté le 20 décembre 2021)
4. ↑  « René Goblet - Base de données des députés français depuis 1789 - Assemblée nationale », sur www2.assemblee-nationale.fr (consulté le 20 décembre 2021)
5. ↑  « Charles Langlois de Septenville - Base de données des députés français depuis 1789 - Assemblée nationale », sur www2.assemblee-nationale.fr (consulté le 20 décembre 2021)
6. ↑  « Marie Alexandre Raoul Blin de Bourdon - Base de données des députés français depuis 1789 - Assemblée nationale », sur www2.assemblee-nationale.fr (consulté le 20 décembre 2021)
7. ↑  « Gustave-Louis Jametel - Base de données des députés français depuis 1789 - Assemblée nationale », sur www2.assemblee-nationale.fr (consulté le 20 décembre 2021)
8. ↑  « Charles Mollien - Base de données des députés français depuis 1789 - Assemblée nationale », sur www2.assemblee-nationale.fr (consulté le 20 décembre 2021)
9. ↑  « Victor Magniez - Base de données des députés français depuis 1789 - Assemblée nationale », sur www2.assemblee-nationale.fr (consulté le 20 décembre 2021)
10. ↑  « Le Constitutionnel : journal du commerce, politique et littéraire », sur Gallica, 22 février 1876 (consulté le 18 octobre 2023)